# بروس آيلوارد
بروس آيلوارد (بالإنجليزية: Bruce Aylward) هو طبيب كندي الجنسية، ومُختص بمجال الوبائيات. وهو كبير المُستشارين للمُدير العام لمنظمة الصحة العالمية . يشتهر الطبيب آيلورد بكونه قائدًا لفريق البعثة المشتركة التي كُوِّنت بين مُنظمة الصحة العالمية والصين؛ والتي تهدف لمُعالجة كل ما يخص مرض فيروس كورونا 2019.

## مسار مهنته
الطبيب آيلوارد هو كندي الجنسية، وطبيب مختص ومتمرن بمجال الوبائيات. اكمل تدريبه الطبي في جامعة ميموريال في نيوفاوندلاند ، ومدرسة لندن لحفظ الصحة وطب المناطق الحارة وكلية جونز هوبكنز بلومبرج للصحة العامة . انضم آيلوارد إلى منظمة الصحة العالمية في عام 1992. عمل لمدة ثماني سنوات في مجال التحصين واللقاح والسيطرة على الأمراض المعدية والقضاء على شلل الأطفال في الشرق الأوسط وغرب المحيط الهادئ وأوروبا وشمال أفريقيا ووسط وجنوب شرق آسيا. لقد قاد شراكة المبادرة العالمية للقضاء على شلل الأطفال من عام 1998 إلى عام 2004 ، حيث أشرف على إدارة وتنظيم عمل كادر مكون من أكثر من 6000 موظف في ميدان العمل، وطور أدوات ولقاحات جديدة وسبب في تخفيض عدد البلدان التي يتوطن فيها شلل الأطفال إلى عدد مكون من دولتين فقط.
قاد الطبيب آيلوارد فريق منظمة الصحة العالمية خلال جائحة فيروس كورونا 2019-20 في الصين. وارتأى أن الحل والسبيل لحد من انتقال ونقل المرض هو «اتخاذ العزلة، وتتبع امكنة انتقال المرض وامكنة التعرض له، واجراء الاختبارات».